# Nuevo Poblado el Hato
Nuevo Poblado el Hato är en ort i Mexiko.   Den ligger i kommunen Acayucan och delstaten Veracruz, i den sydöstra delen av landet, 500 km öster om huvudstaden Mexico City. Nuevo Poblado el Hato ligger 82 meter över havet och antalet invånare är 560.
Terrängen runt Nuevo Poblado el Hato är platt. Runt Nuevo Poblado el Hato är det ganska tätbefolkat, med 108 invånare per kvadratkilometer. Närmaste större samhälle är Acayucan, 6,0 km öster om Nuevo Poblado el Hato. Omgivningarna runt Nuevo Poblado el Hato är en mosaik av jordbruksmark och naturlig växtlighet.